# Borowskie Olki
Borowskie Olki – wieś w Polsce położona w województwie podlaskim, w powiecie białostockim, w gminie Turośń Kościelna.
W latach 1975–1998 miejscowość administracyjnie należała do województwa białostockiego.
Urodził się tutaj błogosławiony Antoni Beszta-Borowski.

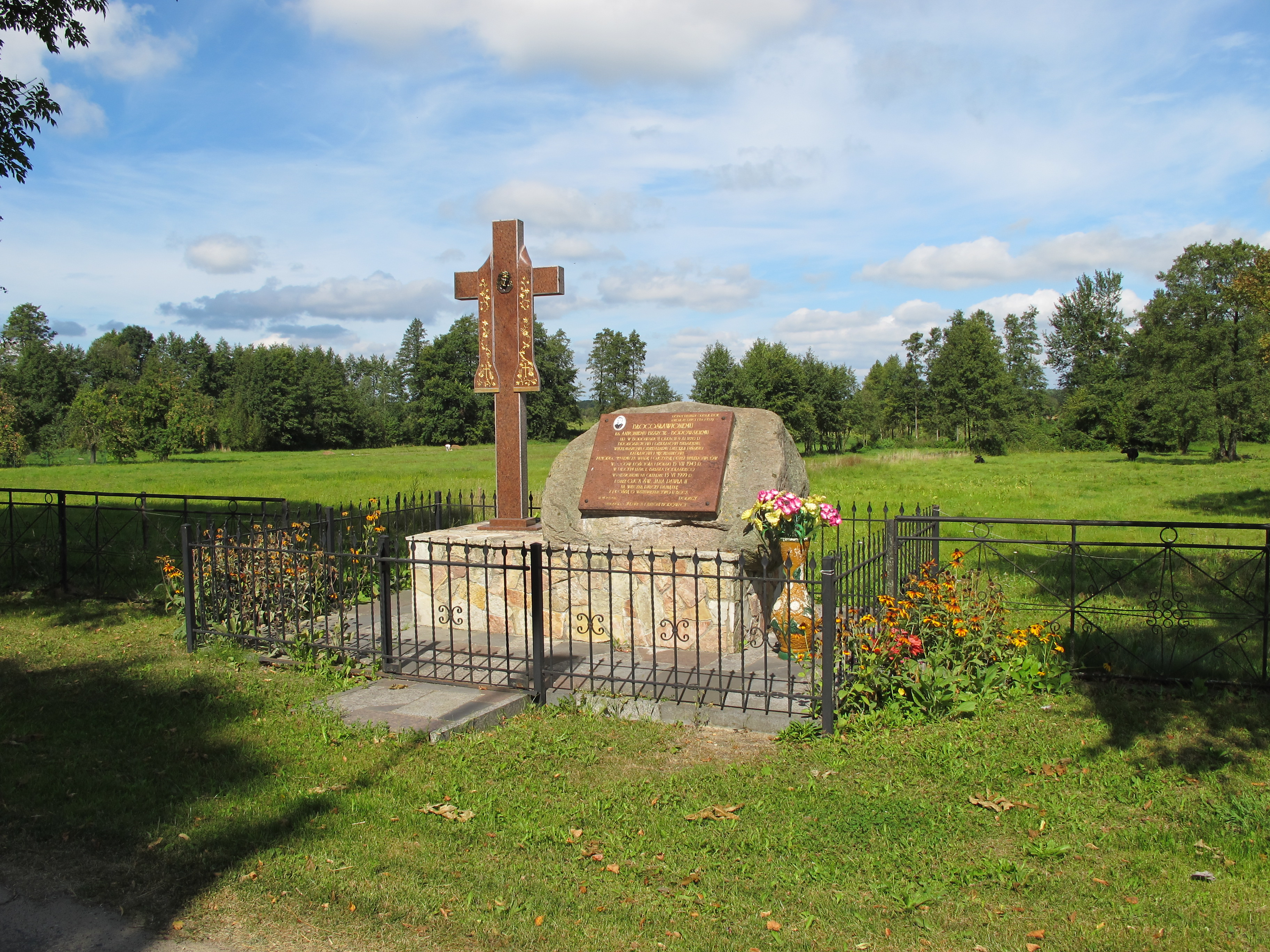
Pomnik ks. Antoniego Beszty-Borowskiego.

Wierni kościoła rzymskokatolickiego należą do parafii św. Wojciecha w Uhowie.